# Toshima, Kagoshima
Toshima (十島村 Toshima-mura) là làng thuộc huyện Kagoshima, tỉnh Kagoshima, Nhật Bản. Tính đến ngày 1 tháng 10 năm 2020, dân số ước tính của làng là 740 người và mật độ dân số là 7,3 người/km2. Tổng diện tích của làng là 101,1 km2.

## Địa lý

### Đô thị lân cận
- Kagoshima
  - Mishima
  - Amami

### Khí hậu
| Dữ liệu khí hậu của Toshima, Nakanoshima | Dữ liệu khí hậu của Toshima, Nakanoshima | Dữ liệu khí hậu của Toshima, Nakanoshima | Dữ liệu khí hậu của Toshima, Nakanoshima | Dữ liệu khí hậu của Toshima, Nakanoshima | Dữ liệu khí hậu của Toshima, Nakanoshima | Dữ liệu khí hậu của Toshima, Nakanoshima | Dữ liệu khí hậu của Toshima, Nakanoshima | Dữ liệu khí hậu của Toshima, Nakanoshima | Dữ liệu khí hậu của Toshima, Nakanoshima | Dữ liệu khí hậu của Toshima, Nakanoshima | Dữ liệu khí hậu của Toshima, Nakanoshima | Dữ liệu khí hậu của Toshima, Nakanoshima | Dữ liệu khí hậu của Toshima, Nakanoshima |
| Tháng                                    | 1                                        | 2                                        | 3                                        | 4                                        | 5                                        | 6                                        | 7                                        | 8                                        | 9                                        | 10                                       | 11                                       | 12                                       | Năm                                      |
| ---------------------------------------- | ---------------------------------------- | ---------------------------------------- | ---------------------------------------- | ---------------------------------------- | ---------------------------------------- | ---------------------------------------- | ---------------------------------------- | ---------------------------------------- | ---------------------------------------- | ---------------------------------------- | ---------------------------------------- | ---------------------------------------- | ---------------------------------------- |
| Cao kỉ lục °C (°F)                       | 21.7 (71.1)                              | 24.0 (75.2)                              | 24.8 (76.6)                              | 25.9 (78.6)                              | 31.1 (88.0)                              | 31.8 (89.2)                              | 34.4 (93.9)                              | 35.2 (95.4)                              | 32.2 (90.0)                              | 30.6 (87.1)                              | 26.2 (79.2)                              | 23.1 (73.6)                              | 35.2 (95.4)                              |
| Trung bình ngày tối đa °C (°F)           | 14.2 (57.6)                              | 15.3 (59.5)                              | 17.4 (63.3)                              | 20.6 (69.1)                              | 23.8 (74.8)                              | 26.0 (78.8)                              | 29.6 (85.3)                              | 30.1 (86.2)                              | 28.2 (82.8)                              | 24.7 (76.5)                              | 20.7 (69.3)                              | 16.3 (61.3)                              | 22.2 (72.0)                              |
| Trung bình ngày °C (°F)                  | 11.1 (52.0)                              | 12.0 (53.6)                              | 13.7 (56.7)                              | 16.8 (62.2)                              | 20.3 (68.5)                              | 23.4 (74.1)                              | 26.4 (79.5)                              | 26.7 (80.1)                              | 24.9 (76.8)                              | 21.4 (70.5)                              | 17.5 (63.5)                              | 13.1 (55.6)                              | 18.9 (66.1)                              |
| Tối thiểu trung bình ngày °C (°F)        | 7.6 (45.7)                               | 8.3 (46.9)                               | 9.8 (49.6)                               | 12.6 (54.7)                              | 16.4 (61.5)                              | 21.0 (69.8)                              | 24.0 (75.2)                              | 24.0 (75.2)                              | 22.0 (71.6)                              | 18.2 (64.8)                              | 14.0 (57.2)                              | 9.8 (49.6)                               | 15.6 (60.2)                              |
| Thấp kỉ lục °C (°F)                      | −1.1 (30.0)                              | −1.3 (29.7)                              | 0.5 (32.9)                               | 1.0 (33.8)                               | 5.6 (42.1)                               | 11.6 (52.9)                              | 17.2 (63.0)                              | 17.7 (63.9)                              | 14.8 (58.6)                              | 7.2 (45.0)                               | 4.0 (39.2)                               | 2.0 (35.6)                               | −1.3 (29.7)                              |
| Lượng Giáng thủy trung bình mm (inches)  | 196.7 (7.74)                             | 219.6 (8.65)                             | 276.3 (10.88)                            | 286.1 (11.26)                            | 367.3 (14.46)                            | 757.9 (29.84)                            | 323.9 (12.75)                            | 193.4 (7.61)                             | 320.8 (12.63)                            | 238.3 (9.38)                             | 256.5 (10.10)                            | 204.8 (8.06)                             | 3.626,7 (142.78)                         |
| Số ngày giáng thủy trung bình (≥ 1.0 mm) | 15.4                                     | 13.8                                     | 14.0                                     | 12.7                                     | 13.9                                     | 18.4                                     | 10.0                                     | 11.8                                     | 13.4                                     | 11.4                                     | 11.9                                     | 15.2                                     | 161.9                                    |
| Số giờ nắng trung bình tháng             | 66.4                                     | 69.9                                     | 106.6                                    | 133.8                                    | 128.9                                    | 70.9                                     | 127.1                                    | 155.1                                    | 120.4                                    | 135.7                                    | 101.1                                    | 72.9                                     | 1.294,1                                  |
| Nguồn: Cục Khí tượng Nhật Bản            |                                          |                                          |                                          |                                          |                                          |                                          |                                          |                                          |                                          |                                          |                                          |                                          |                                          |